# フーリエ変換分光法
フーリエ変換分光法とはフーリエ変換を使用する分光法。

## 概要
電波天文学等、電気的に信号をアナログデジタル変換器(A/Dコンバータ)を用いてデジタル信号に変換して計算機で処理することにより各周波数帯(波長)における信号強度を数値化する。一度の測定で特定の周波数帯を網羅できることにより信号対雑音比も向上して同じ分解能に到達するまでの時間が短縮できる。一方、A/Dコンバーターの標本化周波数が低いとナイキスト周波数により、高周波の信号を処理することが困難になる。

## 用途
電磁波や振動などの電気信号に変換可能な物理量に適用できる。
- 振動計測
- 電波天文学
- 核磁気共鳴
- 赤外分光法
- 電子常磁性共鳴
- ラマン分光
- 核磁気共鳴画像法(MRI)
- コンピュータ断層撮影

## 測定器
- FFTアナライザ
- スペクトラムアナライザ (最近の機種では演算によって波長の分布を表示する)